# Gaierberghof
Gaierberghof, auch Gaienberghof genannt, ist ein Gemeindeteil des oberschwäbischen Marktes Babenhausen, Landkreis Unterallgäu in Bayern. 
Die Einöde liegt rund zweieinhalb Kilometer östlich von Babenhausen zwischen dem Günz- und dem Haseltal. Sie ist über die Staatsstraße 2017 mit dem Hauptort verbunden.